# Champoz
Champoz és un municipi del cantó de Berna (Suïssa), situat al Berner Jura.